# Baryton
Baryton (gr. βαρύτονος „niskobrzmiący” od barýs „ciężki; głęboki; silny” i tónos „lina; struna; napięcie”) – głos męski, mieszczący się w środkowym zakresie skali głosu (niższy od tenoru, wyższy od basu). Skala barytonu chóralnego sięga od A do f 1, zaś solowego – od G do g 1, ale może być poszerzona zarówno w górę jak i w dół.
Wśród głosów barytonowych wyróżnia się baryton dramatyczny i baryton liryczny. Baryton dramatyczny jest to głos o ciemnej barwie, cechujący się szczególnie bogatym i pełnym brzmieniem oraz niską tessiturą (skala od G do f1). Z kolei baryton liryczny charakteryzuje jasna barwa o lekkim i ciepłym brzmieniu oraz wyższa tessitura niż baryton dramatyczny – skala od A do g1.

## Śpiewacy operowi dysponujący tym głosem
- Thomas Allen
- Jerzy Artysz
- Marcin Bronikowski
- Dmitrij Chworostowski
- Dietrich Fischer-Dieskau
- Andrzej Dobber
- Thomas Hampson
- Andrzej Hiolski
- Rienat Ibragimow
- Mariusz Kwiecień
- Muslim Magomajew
- Artur Ruciński